# Tex Avery
Frederick Bean „Fred/Tex” Avery (ur. 26 lutego 1908 w Taylor, zm. 26 sierpnia 1980 w Burbank) – amerykański twórca i reżyser filmów animowanych, aktor głosowy. Pracował przede wszystkim dla wytwórni Warner Bros. i Metro-Goldwyn-Mayer, tworząc takie postaci jak kaczor Daffy, królik Bugs, pies Droopy, George i Junior oraz Stuknięta Wiewiórka. Estetyka filmów Tex Avery’ego była zaprzeczeniem realizmu Walta Disneya, i pozwoliła filmowi animowanemu na zdobycie autonomii w stosunku do filmów fabularnych.

## Życiorys
Urodził się w Taylor w Teksasie jako syn Roy Bean i Daniela Boone. W 1927 ukończył North Dallas Hight School. Następnie w 1929 przeprowadził się do południowej Kalifornii, gdzie pracował w porcie. Kiedy przykłady jego prac zostały dostarczone reżyserowi Walterowi Lantzowi, natychmiast zaakceptował go jako animatora.
W latach 1936–1941 został głównym animatorem. Sporządził 60 odcinków w Zwariowane melodie dla Warner. W latach 1942–1954 był rysownikiem w MGM. Był głównym animatorem Toma i Jerry’ego. W 1955 przez pewien czas pracował dla Walter Lantz Studios, a następnie rozpoczął działalność komercyjną.
Stworzył animowane postacie, takie jak kaczor Daffy czy królik Bugs. W latach 60. i 70. pracował dla Hanna-Barbera, gdzie wymyślał różne gagi na sobotni poranek'.
W 1979 lekarze zdiagnozowali u niego raka płuc. Zmarł 26 sierpnia 1980 w wieku 72 lat w szpitalu St. Joseph's Hospital w Burbank w Kalifornii.

## Seriale animowane Texa Avery’ego
- Tex Avery Show
- Tex Avery przedstawia